# Industrie étrusque

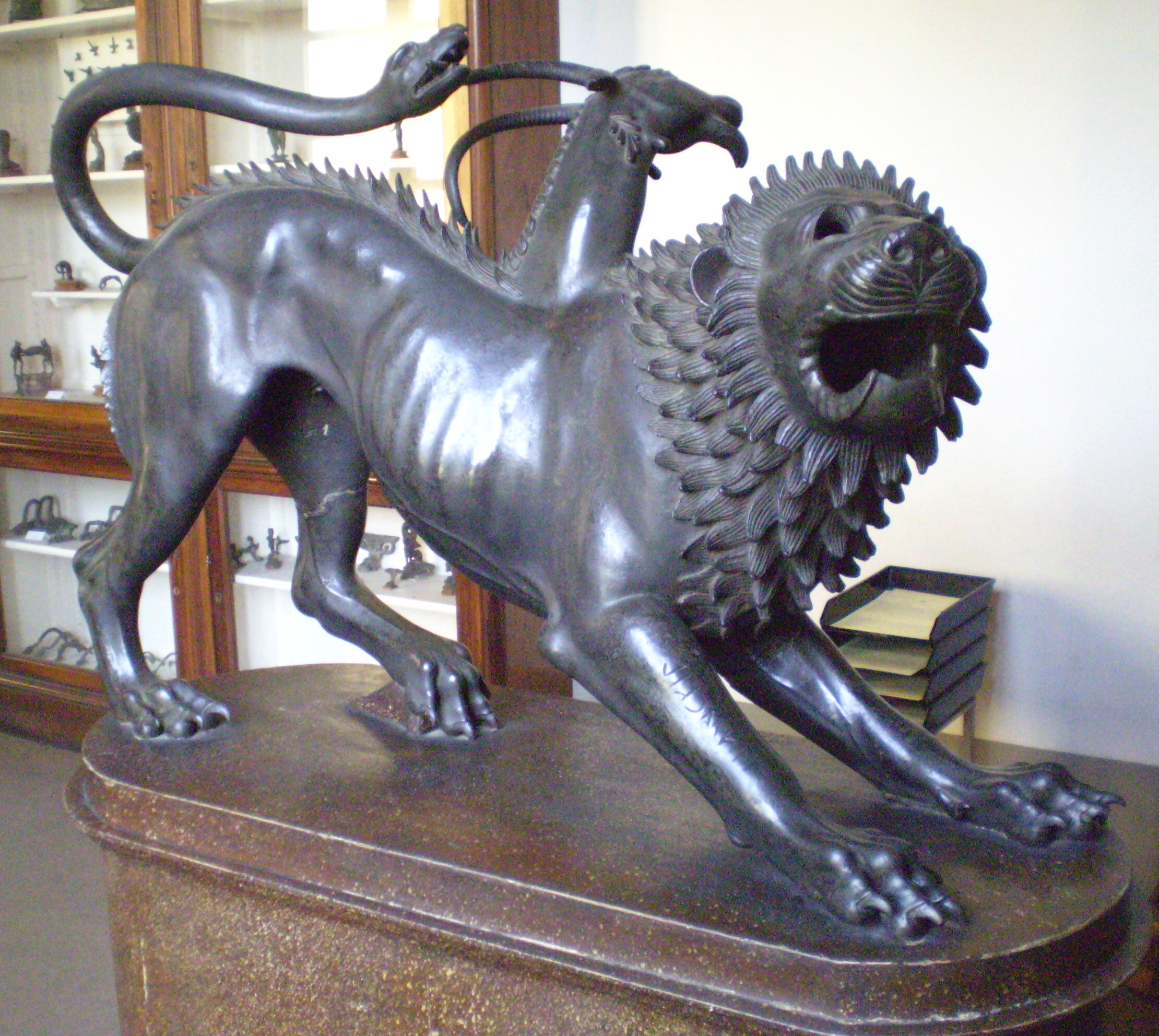
Fonderie : La Chimère d'Arezzo.

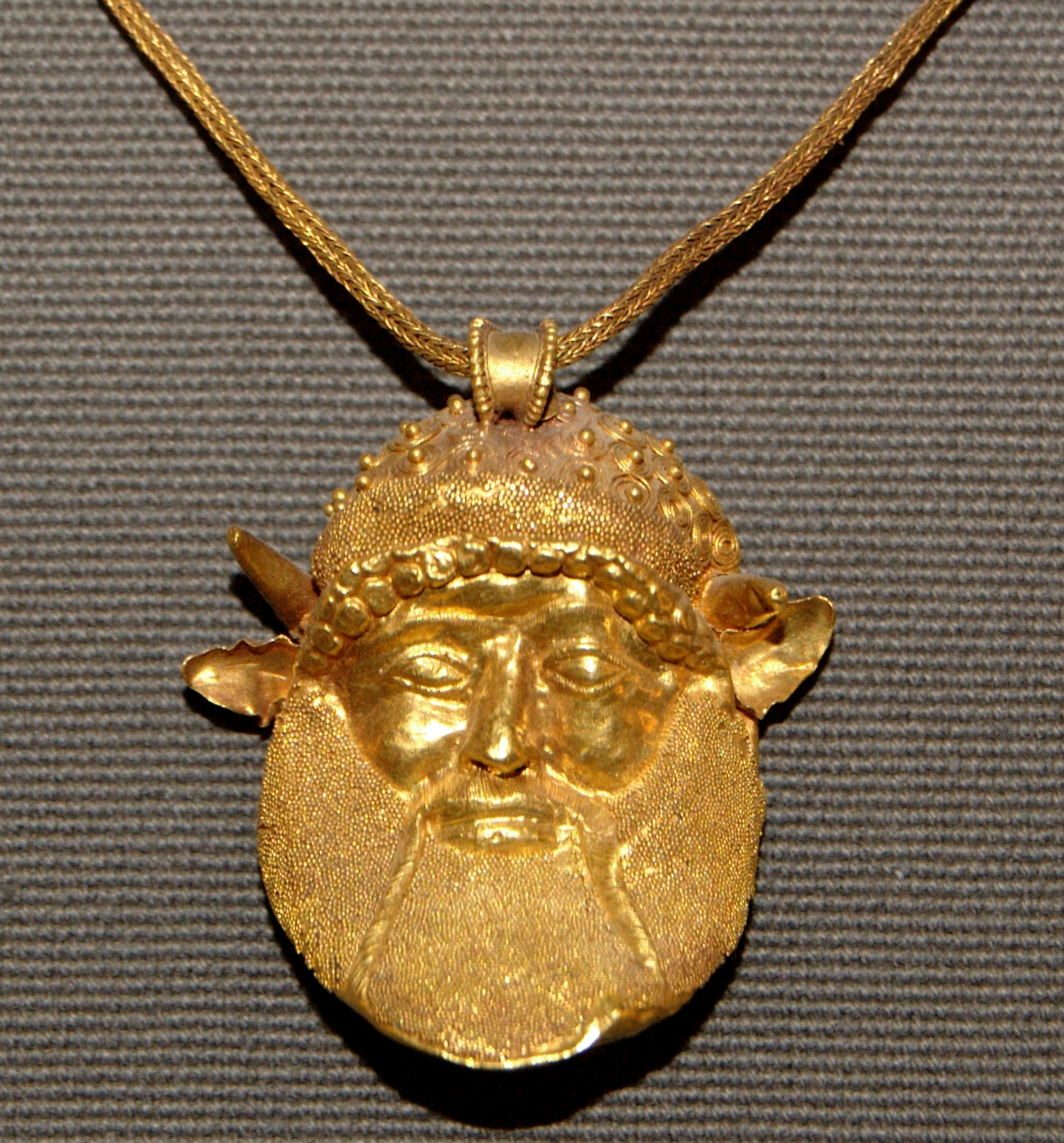
Granulation d'orfèvrerie : Pendentif d'Achéloos (mythologie)

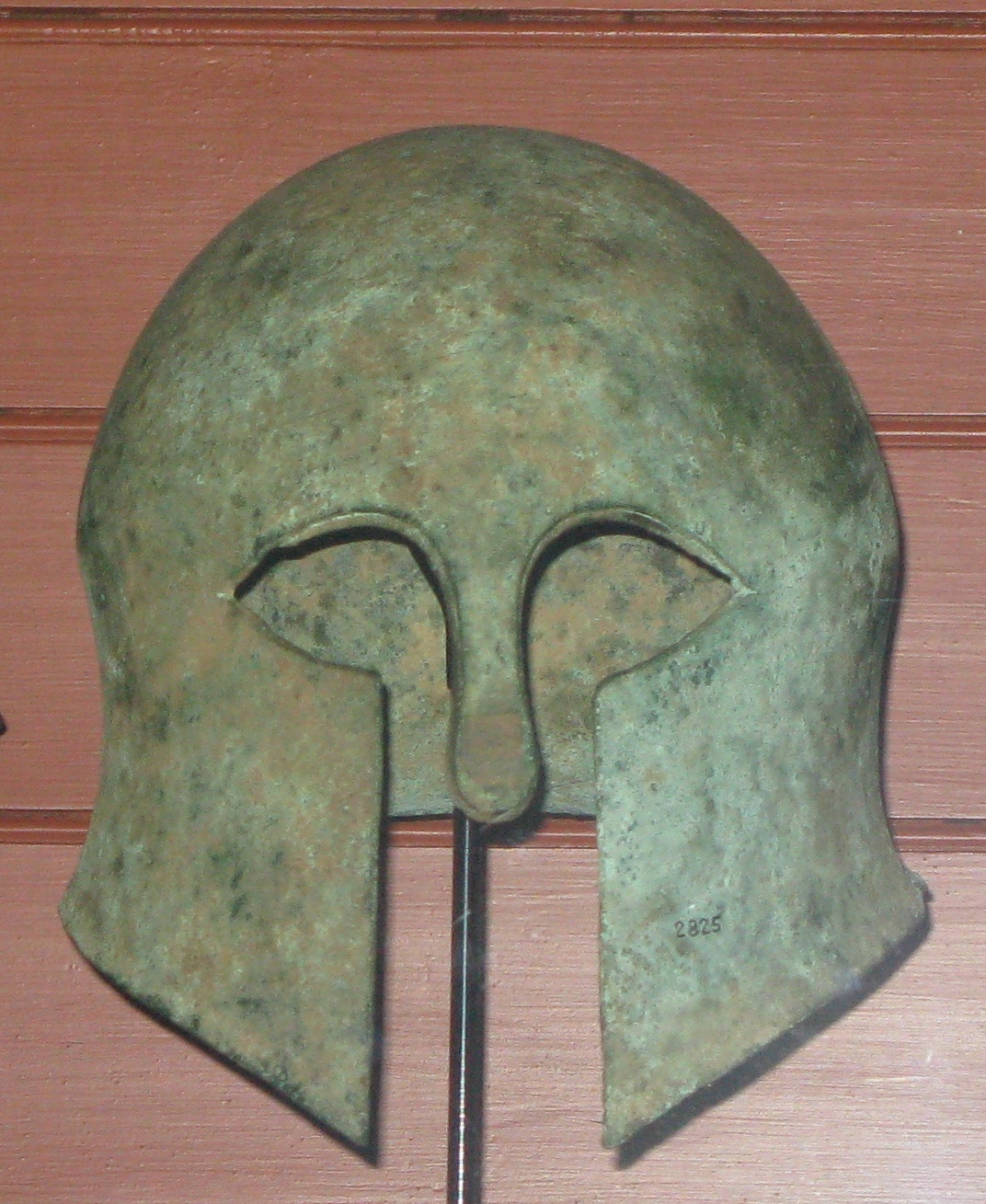
Travail du bronze : Casque étrusque.

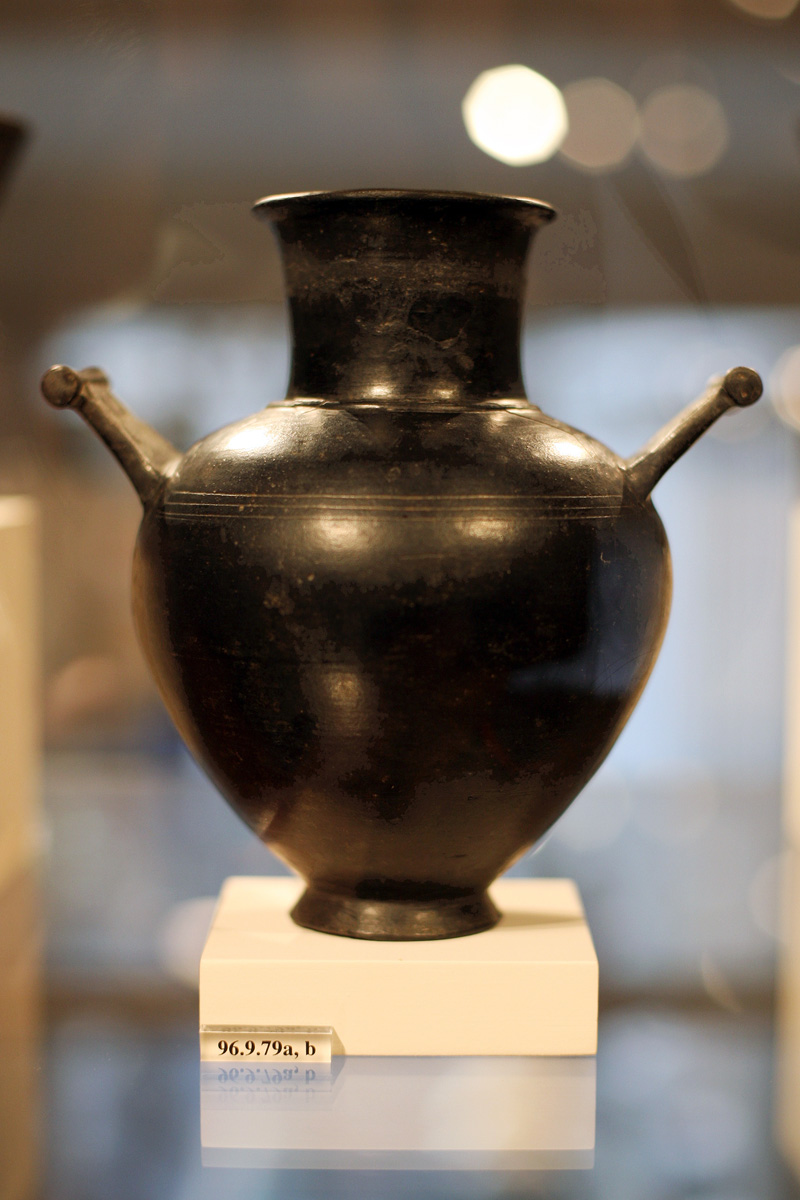
Poterie fine : Bucchero.

L'Industrie étrusque est d'abord métallurgique car elle s'appuie sur une région riche en matières premières, une véritable « Étrurie du fer » autour de Populonia et de l’île d’Elbe. Également soucieux de leur mythologie, Velch est la déesse du feu et des métaux.

« Au-delà de la cité que les Tyrrhéniens nomment Populonia, il y a une île que l’on nomme Aithaleia. Elle se trouve à environ cent stades de la côte et doit son nom à la fumée (aithalos) qui stagne en nappe épaisse au-dessus d’elle. C’est que cette île contient un grand gisement de minerai de fer que les habitants extraient afin de le fondre et de le couler ; elle possède une grande quantité de ce minerai. »

— Diodore de Sicile, V, 13,1
La conséquence directe de cette industrie est la construction de villes, le défrichage des campagnes, le creusement de ports et de nombreux canaux, (le Pô est navigable dans la presque totalité de son cours), et par suite le commerce principalement par voie maritime.

## Histoire
Difficilement différenciables à cette époque, l'art et l'artisanat de l'économie étrusque ont probablement bénéficié des apports extérieurs :

« Démarate [...] était accompagné des artisans Eucheir (La belle main), Diopos (le chef ou le géomètre) et Eugrammos (celui qui écrit ou dessine bien) qui transmirent en Italie la technique de la sculpture en terre cuite. »

— Pline,Hist. Nat. XXXV, 152
.

### Âge du fer
L'économie de l'âge du fer était largement auto-suffisante et chaque village étrusque produisait tout ce dont il avait besoin.
La plupart des outils, des ustensiles, des vêtements et autres biens étaient réalisés artisanalement par chaque famille pour son propre usage.
Les ressources minières, au sud de la province de Livourne et dans le territoire compris entre Volterra, Massa Marittima et l'île d'Elbe, ont été à la source de l’industrie métallurgique qui a donné aux Étrusques leur puissance économique.
Une industrie métallurgique spécialisée existait déjà en Étrurie. Les métaux étaient extraits des collines métallifères (nombreuses en Étrurie) et façonnés en objets métalliques dans les villes proches (Populonia et Vetulonia) et échangés avec des objets de luxe importés entre autres de Grèce, de Phénicie et de Sardaigne.

« Ces lingots sont achetés par des marchands qui payent en argent ou en nature et qui les transportent à Dicaearcheia (cité grecque près de Pouzolles) ou dans d’autres lieux de marché où d’autres marchands achètent ces cargaisons et, avec l’aide d’une multitude d’ouvriers forgerons qu’ils ont rassemblés, fabriquent des objets de fer de toutes sortes. »

— Diodore de Sicile, V, 13,1
Des articles de luxe (miroir étrusque, bijoux) ont été produits en Étrurie et distribués dans toute l'Italie centrale, la Méditerranée, et au nord des Alpes.
Le bronze est alors relégué à la fabrication d'objets votifs donc sacrés destinés aux pratiques religieuses et funéraires.
Productions
- Métaux : fer, bronze, plomb, argent, étain
- Produits de luxe : miroirs, bijoux
- Armes,

### Période orientalisante
La métallurgie suscita le développement du commerce au VIIe siècle. Les Étrusques exportèrent au moyen de leurs propres navires des objets en bronze (trompettes, rostres) de l’Espagne à Athènes, de Carthage à la Grande-Bretagne, au Danemark, à la Suède, et par la Gaule, à l’Allemagne du Sud et à la Bohême
L’abondance des forêts naturelles constituait la matière première indispensable à la construction maritime mais aussi à l’exploitation minière.
La production artisanale est devenue de plus en plus spécialisée et s'est intensifiée au cours de la période orientalisante. Les artisans occupaient une position importante et possédaient une culture supérieure à la moyenne. Il connaissaient l'écriture comme l'attestent certains vases de céramique signés par leur auteur.
Les Étrusques étaient rompus à de nombreux arts et métiers, notamment la poterie, la métallurgie et la sculpture.
Les améliorations technologiques apprises des Grecs ont transformé la production de poteries étrusques. L'argile purifiée a permis une production plus fine et spécialisée. Les formes des poteries ont été standardisées et distribuées dans une large zone.
Le bucchero était une célèbre poterie étrusque. Les autres produits de poterie fine sont les vases à figures noires qui sont produits localement d'après des modèles grecs.
La transformation du métal reste un secteur important. Le bronze a été utilisé pour la fabrication de vases, ustensiles, armures, meubles et chars. L'ornementation de la ferronnerie a été inspirée par les styles orientaux, incorporant des motifs floraux, des animaux, des humains et des figures divines.
Les Étrusques étaient aussi célèbres pour leur production de bijoux et ornements décorés avec une granulation en or (au moyen de billes d'or fin) et en filigrane (utilisation de l'or en fines spirales et de fil d'argent). Ils avaient probablement appris ces techniques des Syriens ou des Phéniciens.
Les Grecs ont également créé des villes de commerce sur la côte de l'Étrurie méridionale, et les artisans grecs se sont installés.
Les poteries étrusques ont été exportées dans toute la Méditerranée et au-delà des Alpes.
Productions
- Artisanat : poteries (bucchero)
- Navires de commerce et de guerre
- Produits de luxe : bijoux, ornements
- Armes,
- Meubles
- Vaisselles en tôle de bronze

### Période archaïque et classique
Les lingots de bronze datant de la période archaïque étaient probablement utilisés comme monnaie dans le commerce à longue distance (avec l'or dont ils ne disposaient pas sur leur territoire).
La poterie et la métallurgie sont restées des industries importantes.
Les Étrusques ont créé leur propre version de poterie à figures rouges inspirée des produits grecs.
Les ateliers de Vulci et d'autres villes étrusques ont travaillé le bronze et fabriqué des chars, des armes, des armures, d'autres ustensiles, équipé les navires.
Les métaux précieux, tels que l'or et l'argent étaient transformés en bijoux.
L'industrie textile semble avoir été une des activités économiques majeures des Étrusques, qui sous l'empire d'Auguste tenait la première place pour la confection de toiles et avant tout celle de marine.
Productions
- Chars,
- armes,
- armures,
- navires.

### Période classique et hellénistique
Au cours de la période classique et hellénistique, le pouvoir économique, l'autonomie politique et l'identité culturelle des Etrusques s'est progressivement érodée jusqu'à leur totale disparition en tant que peuple distinct.
Productions typiques
- Arretium : pelles, bassines, faux, casques, boucliers, statuettes en bronze.
- Bolsena : sculptures en bronze, céramiques et buccheri.
- Cere : verres, orfèvrerie, articles en argent et bronze.
- Clusium : céramiques et buccheri, vases.
- Perusia : sculptures en bronze.
- Populonia : fer et bronze brut, tissus, armes, casques.
- Roselle : lances, épées, couteaux, casques, boucliers.
- Tarquinia : tissage du lin
- Véies : céramique, terre-cuite.
- Vetulonia : Orfèvrerie, bronze, transformation de métaux, minéraux bruts, ustensiles divers.
- Volterra : poix, cire, mica, bois.
- Vulci : ustensiles décorés, statues en bronze, céramiques.

## Outillage
- Roue de potier
- Four de fusion:

Les fours de fusion étaient en forme de tronc de cône dont le diamètre était d'environ 1,5 m.
L'intérieur était constitué de briques réfractaires. La partie supérieure où était placé le matériau à fondre était séparée de celle inférieure qui servait de brasier par une dalle horizontale percée de trous.

## Techniques

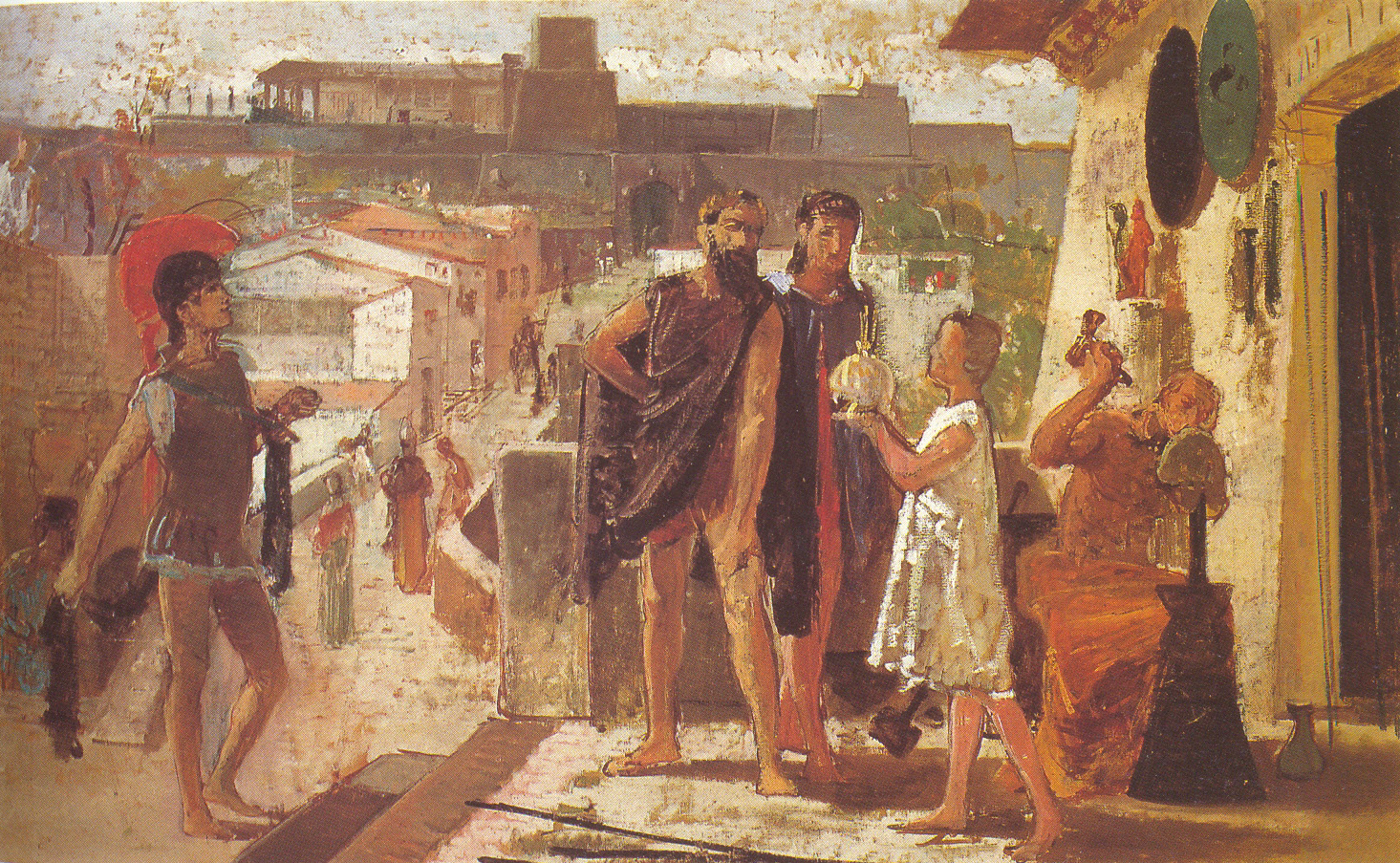
Armurier étrusque, Federico Faruffini.

Les hauts fourneaux étaient situés à flanc de montagne, proches des matières premières (mine pour le minerai et forêt pour le combustible) de façon que les vents ascendants et descendants constituent des soufflets naturels.

« Ceux qui travaillent le minerai creusent la roche et brûlent dans des fourneaux fort ingénieux les fragments de minerai qui ont été brisés ; dans ces fourneaux ils font fondre les morceaux au moyen d’un feu très violent et ils coulent le métal en gueuses de taille modérée qui ont un peu l’apparence de grosses éponges. »

— Diodore de Sicile, V, 13,1 (à propos de la production préliminaire dans l'île d'Elbe)
- Martelage,
- Ponçonnage
- Filigrane,
- Granulation.
- Estampage

## Place de la religion au sein de l'industrie métallifère étrusque: Velch, dieu du feu et des métaux
Au sein du peuple étrusque, l'importance que semble revêtir le domaine industriel des métaux est empreinte d'une culture religieuse marquée. Cette dernière se caractérise par l'assimilation et la synthèse des différentes facettes de la métiers : les matières premières (les minerais à caractère métallifère, les métiers de l'artisanat métallurgique (les fondeurs, les forgerons, les orfèvres) et les catalyseurs nécessaires à l'ensemble des phases de transformation, d'obtention et de production des biens à composé métallique (c'est-à-dire la combustion par le dioxygène et le bois sous forme de charbon). Ainsi, également soucieux de leur mythologie, le panthéon des Étrusques est doté d'une personnalité divine qui patronne l'ensemble de ces facettes : « Velia Velcha », le dieu du feu et des métaux,, également dénommé « Sethlans », le dieu aux tenailles et au marteau d'artisan métallurgiste (dont la tête est parfois surmontée d'un bonnet) et l'équivalent de l'« Hφαιστος / Hếphaistos » grec, ; que l'on appelle aussi : « Velchans » ou Vehlans,,.

Le dieu étrusque du feu, des métaux et de la forge : Velch
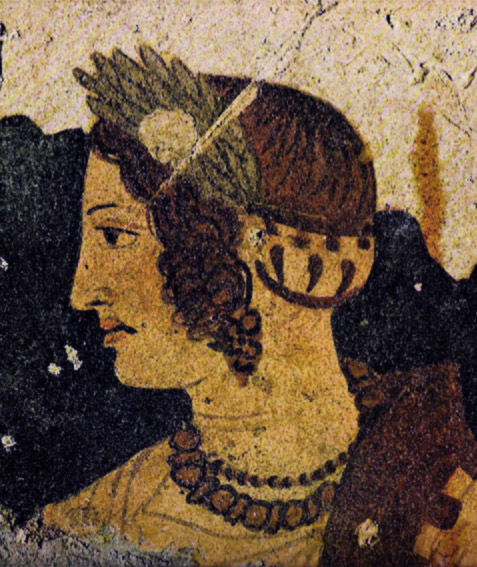
Gros plan provenant d'une frise picturale peinte à même de l'une des parois de la sépulture dite tombe d'Orcus (ou encore la Tomba dell'Orco[b][6],[c].
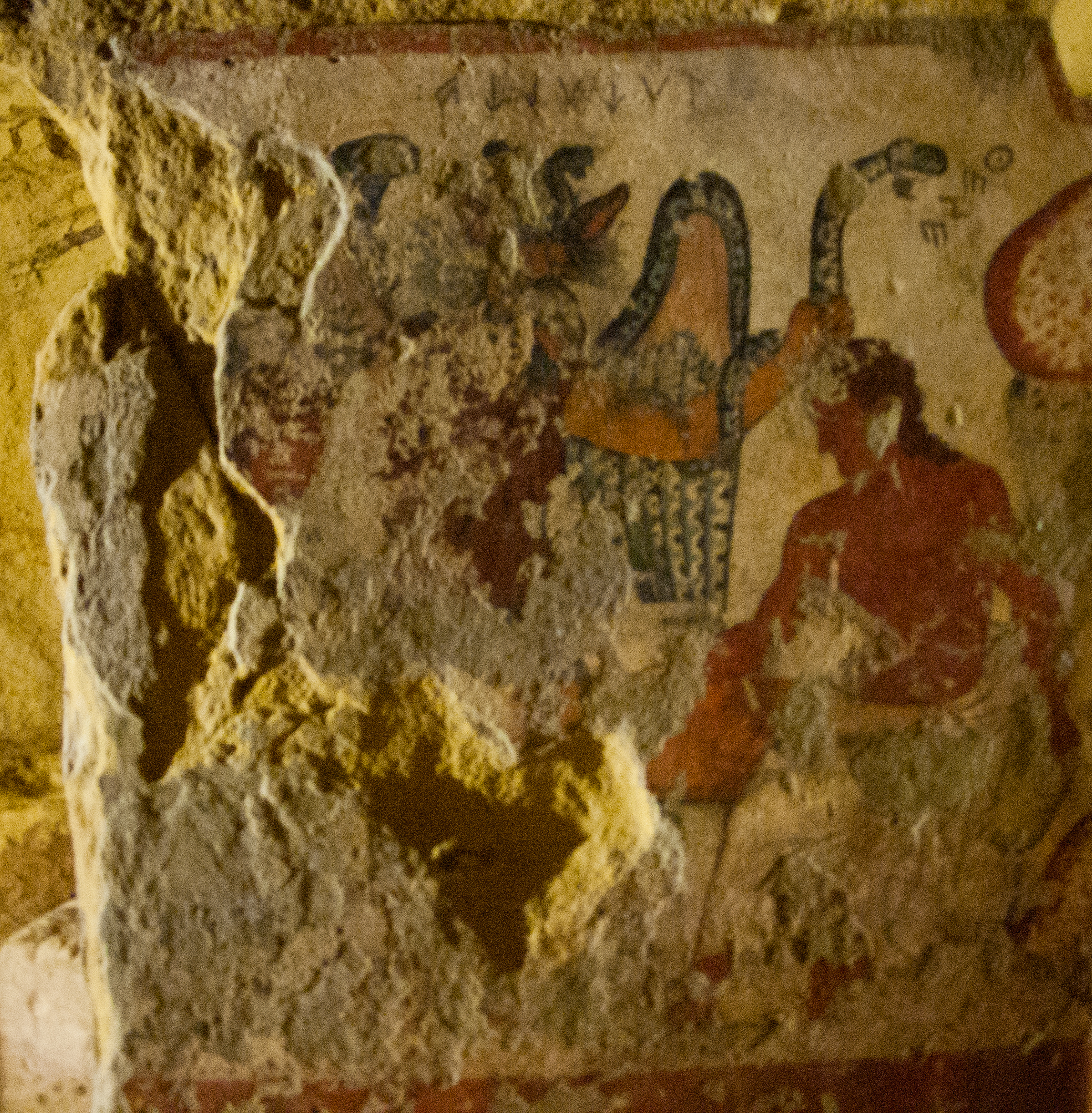
Vue générale de la fresque. Le dieu du feu « Vech » est figuré en bas, à droite de l'œuvre picturale[d],[6],[17].
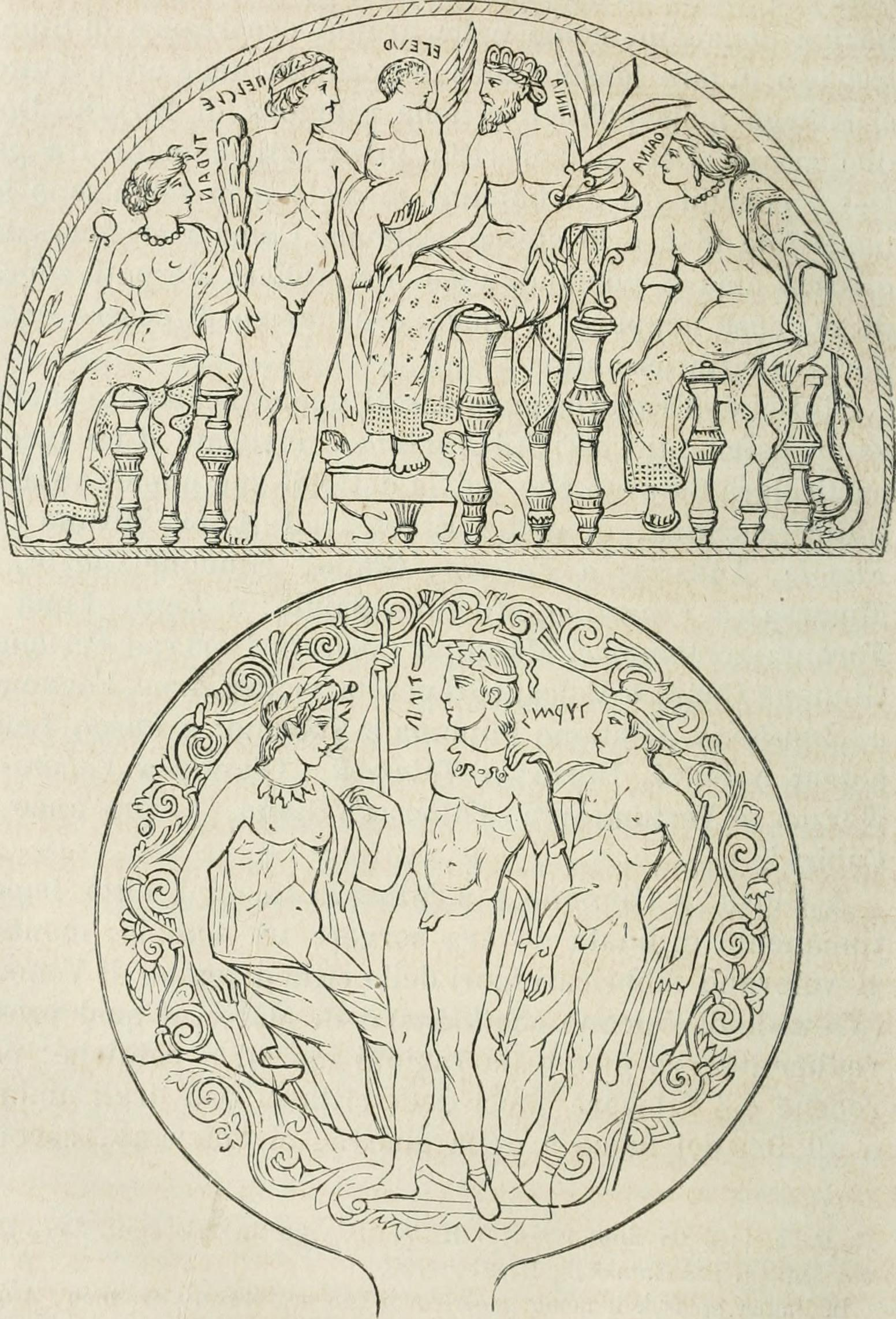
Croquis de 1873 d'un accessoire de miroiterie étrusque, représentant une scène de la mythologie étrusque dont le dieu des métaux et des forgerons, « Sethlans » manifeste de sa présence[e]
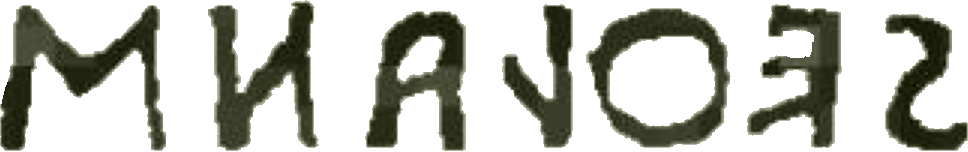
Inscription épigraphique se traduisant de la langue étrusque par le théonyme : « Sethlans » [18].
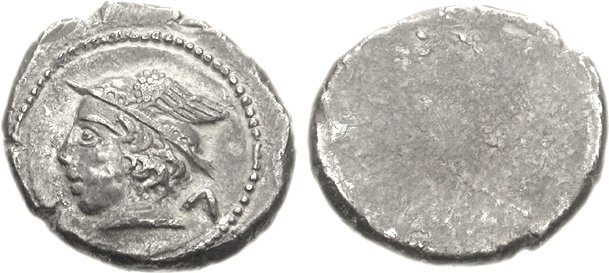
Pièce monnétaire étrusque de Populonia, émise par la cité éponyme de « Pufluna ». Sur son revers est figuré le profil du dieu étrusque au bonnet, « Sethlans »[8],[9].